# 에노키 준야
에노키 준야(榎木淳弥, 1988년 10월 19일 ~ )는 일본의 남자 성우이다. 아토믹 몽키 소속.
도쿄도 출신.

## 작품

### 극장판 애니메이션
2018년
- 기동전사 건담 NT - 요나 바슈타

2023년
- 마보로시 - 키쿠이리 마사무네